# Omega Boost
Omega Boost is een videospel voor het platform Sony PlayStation. Het spel werd uitgebracht in 1999. Er zijn twee camera's: Het perspectief van de eerste en de derde persoon. Door op select te drukken kan de speler wisselen van perspectief.

## Ontvangst
| Beoordeeld door                          | Datum             | Score |
| ---------------------------------------- | ----------------- | ----- |
| Digital Press - Classic Video Games      | 7 oktober 2005    | 90%   |
| Jeuxvideo.com                            | 29 juli 1999      | 85%   |
| Absolute Playstation                     | augustus 1999     | 85%   |
| Official U.S. PlayStation Magazine (OPM) | oktober 1999      | 80%   |
| Super Play                               | juni 1999         | 77%   |
| Power Unlimited                          | juli 1999         | 70%   |
| GameSpot                                 | 10 mei 1999       | 65%   |
| IGN                                      | 23 september 1999 | 63%   |
| Game Revolution                          | 1 september 1999  | 58%   |